# Francisco Rodríguez (bokser)
Francisco Antonio Rodríguez Brito (ur. 20 września 1945 w Cumaná, zm. 23 kwietnia 2024) – wenezuelski pięściarz, który walczył w kategorii papierowej i muszej, mistrz olimpijski z 1968 roku.
Podczas V Igrzysk Panamerykańskich w 1967 roku w Winnipeg zdobył złoty medal w wadze muszej (do 51 kg).
Podczas XIX Letnich Igrzysk Olimpijskich w 1968 roku w Meksyku wystąpił w kategorii papierowej (do 48 kg), walki w której były po raz pierwszy rozgrywane podczas igrzysk olimpijskich i zdobył w niej złoty medal. Był to pierwszy (i do 2012 roku jedyny) złoty medal olimpijski zdobyty przez sportowca z Wenezueli. Podczas VI Igrzysk Panamerykańskich w 1971 roku w Cali ponownie zdobył złoty medal w wadze muszej. Podczas XX Letnich Igrzysk Olimpijskich w 1972 roku w Monachium Francisco Rodríguez był chorążym reprezentacji Wenezueli. Wystąpił w wadze papierowej, jednak przegrał swoją pierwszą walkę z Dennisem Talbotem z Australii przez nokaut w 2. rundzie.